# Церква святого великомученика Димитрія Солунського (Добрівляни)
Церква святого великомученика Димитрія Солунського в Добрівлянах — парафія і храм Заліщицького деканату Тернопільсько-Бучацької єпархії Православної церкви України в селі Добрівляни Чортківського району Тернопільської области.

## Історія церкви
У червні 1991 року православна громада села Добрівляни звернулася до єпископа Тернопільського і Бучацького Василія з проханням надати священника. Протягом місяця громаду обслуговував о. Степан Савчук, а богослужіння проводилися почергово з греко-католиками.
18 серпня 1991 року єпископ Василій благословив на служіння о. Олега Хіту. Громада не мала церковного приладдя, тож фелон і хоругви позичили, а книги купували в Тернополі та Івано-Франківську. Майже рік богослужіння проводили біля дзвіниці. Двоє селян пожертвували свої земельні ділянки під будівництво.
23 серпня 1992 року архієпископ Тернопільський і Бучацький Василій освятив місце майбутнього храму, встановив хрест і освятив наріжний камінь. Швидко звели тимчасове приміщення, а потім почали будувати основну церкву.
Храм будували власними силами та коштами. Проєкт розробив архітектор Чупак, а будівництвом керував інженер Богдан Гачок. У 2000 році внутрішні стіни поштукатурили, приурочивши це до 2000-ліття Різдва Христового.
5 листопада 2000 року митрополит Василій освятив храм і престіл. За два роки завершили розпис і зовнішні роботи. Зараз біля храму споруджують дзвіницю та місце для освячення води.

## Парохи
- о. Степан Савчук (червень 1991—18 серпня 1991),
- о. Олег Хіта (з 18 серпня 1991).